# Gare de Lamothe-Landerron
Ne doit pas être confondu avec Gare de Lamothe ou Gare de Lamothe-Montravel.
La gare de Lamothe-Landerron est une gare ferroviaire française de la ligne de Bordeaux-Saint-Jean à Sète-Ville, située sur le territoire de la commune de Lamothe-Landerron, dans le département de la Gironde, en région Nouvelle-Aquitaine.
Elle est mise en service en 1855 par la Compagnie des chemins de fer du Midi et du Canal latéral à la Garonne (Midi).
C'est une halte voyageurs de la Société nationale des chemins de fer français (SNCF), du réseau TER Nouvelle-Aquitaine, desservie par des trains express régionaux.

## Situation ferroviaire
Établie à 21 mètres d'altitude, la gare de Lamothe-Landerron est située au point kilométrique (PK) 66,822 de la ligne de Bordeaux-Saint-Jean à Sète-Ville, entre les gares de La Réole et de Sainte-Bazeille.

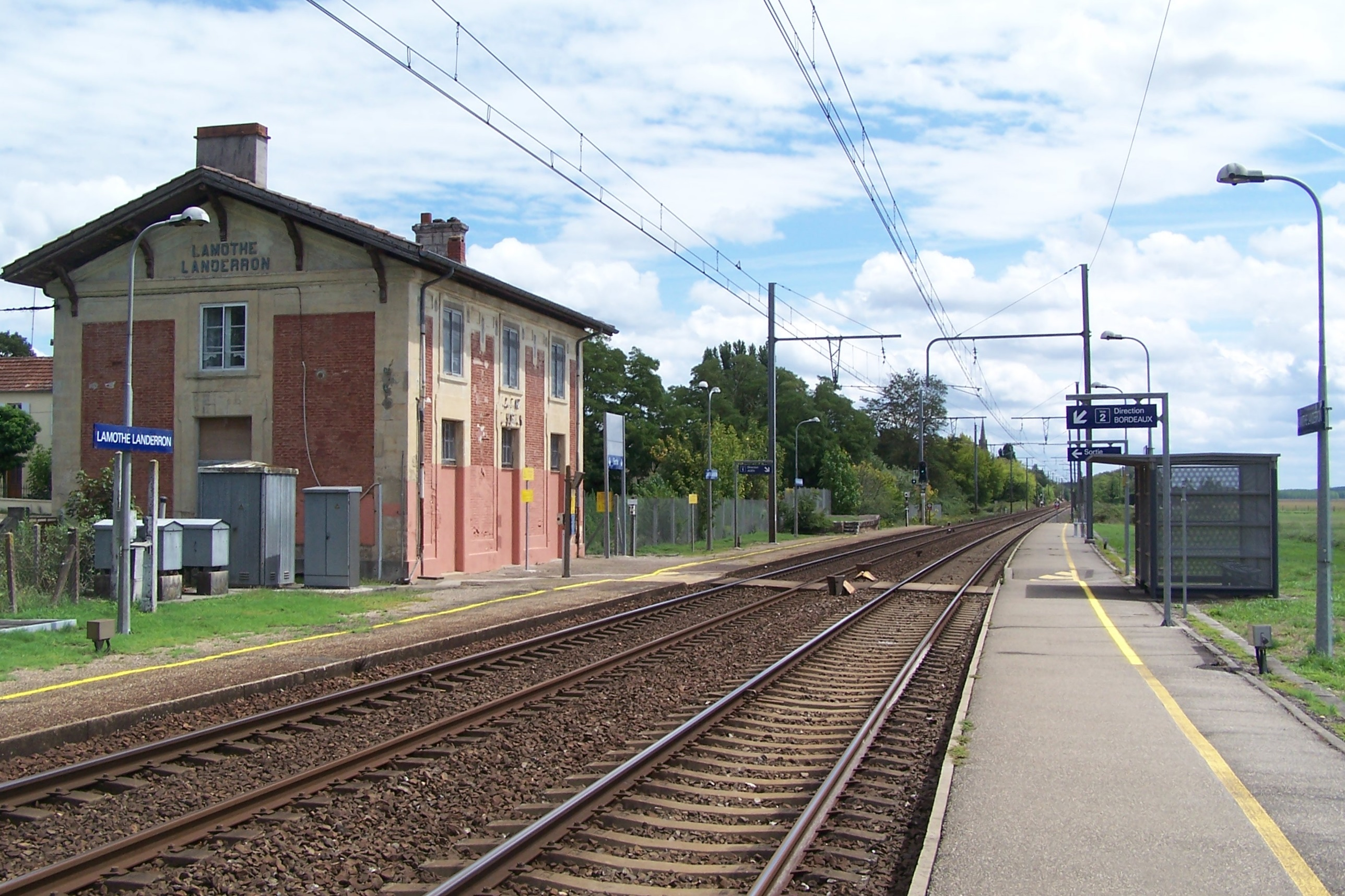
Les voies en direction de Sainte-Bazeille (août 2011)

## Histoire

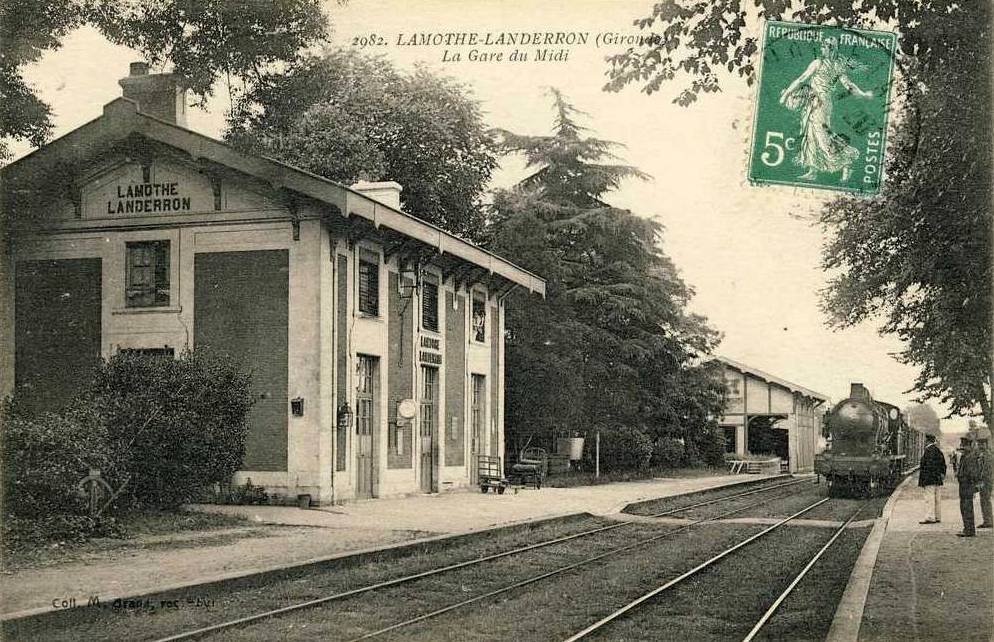
La gare au début du XX^{ième} siècle.

La station de Lamothe est mise en service le 4 décembre 1855 par la Compagnie des chemins de fer du Midi et du Canal latéral à la Garonne (Midi), lorsqu'elle ouvre à l'exploitation la section de Langon à Tonneins de son chemin de fer de Bordeaux à Cette.
En 2014, c'est une gare voyageurs d'intérêt local (catégorie C : moins de 100 000 voyageurs par an de 2010 à 2011), qui dispose de deux quais, un abri et une traversée de voie à niveau par le public (TVP).

## Fréquentation
De 2015 à 2023, selon les estimations de la SNCF, la fréquentation annuelle de la gare s'élève aux nombres indiqués dans le tableau ci-dessous.
| Année     | 2015  | 2016  | 2017  | 2018  | 2019  | 2020  | 2021  | 2022  | 2023  |
| --------- | ----- | ----- | ----- | ----- | ----- | ----- | ----- | ----- | ----- |
| Voyageurs | 3 541 | 3 331 | 2 823 | 2 429 | 2 617 | 2 176 | 2 647 | 1 601 | 2 115 |

## Service des voyageurs

### Accueil
Halte SNCF, c'est un point d'arrêt non géré (PANG) à accès libre.
Un passage à niveau planchéié permet la traversée des voies et l'accès aux quais.

### Desserte
Lamothe-Landerron est une halte voyageurs du réseau TER Nouvelle-Aquitaine, desservie par des trains express régionaux de la relation Bordeaux - Langon - Agen (ligne 44).

### Intermodalité
Un parc pour les vélos y est aménagé et le stationnement des véhicules est possible à proximité de l'entrée de la halte.

## Patrimoine ferroviaire
L'ancien bâtiment voyageurs de 1855, dû à la Compagnie du Midi, devenu une habitation privée, est constitué d'un édifice de base rectangulaire à trois ouvertures et un étage sous une toiture à deux pans couvertes en tuiles.